# Enchisthenes hartii
Enchisthenes hartii é uma espécie de morcego da família Phyllostomidae. É a única espécie descrita para o gênero Enchisthenes. Pode ser encontrada no México, Guatemala, Belize, El Salvador, Honduras, Nicarágua, Costa Rica, Panamá, Colômbia, Venezuela, Trinidad e Tobago, Equador, Peru e Bolívia.